# Julang
Julang is een bestuurslaag in het regentschap Serang van de provincie Banten, Indonesië. Julang telt 7484 inwoners (volkstelling 2010).